# UFC 288
UFC 288: Sterling vs. Cejudo（ユーエフシー・ツーエイティエイト：スターリング・バーサス・セフード）は、アメリカ合衆国の総合格闘技団体「UFC」の大会の一つ。2023年5月6日、ニュージャージー州ニューアークのプルデンシャル・センターで開催された。

## 大会概要
本大会は王者アルジャメイン・スターリングと挑戦者ヘンリー・セフードによるUFC世界バンタム級タイトルマッチが組まれた。

## 試合結果

### アーリープレリム
第1試合 189ポンド契約 5分3R
○  クラウディオ・ヒベイロ vs.  ジョセフ・ホームズ ×
2R 3:21 TKO（パウンド）
※ホームズの体重超過によりミドル級から変更。
第2試合 ミドル級 5分3R
○  イクラム・アリスケロフ vs.  フィル・ハウズ ×
1R 2:10 KO（右ストレート）
第3試合 ヘビー級 5分3R
○  パーカー・ポーター vs.  ブラクストン・スミス ×
1R 2:10 TKO（パウンド）

### プレリミナリーカード
第4試合 女子ストロー級 5分3R
○  ビルナ・ジャンジロバ vs.  マリナ・ロドリゲス ×
3R終了 判定3-0（29-28、29-28、30-27）
第5試合 ウェルター級 5分3R
○  ケイオス・ウィリアムズ vs.  ロランド・ベドーヤ ×
3R終了 判定2-1（27-30、29-28、29-28）
第6試合 ライトヘビー級 5分3R
○  ケネディ・エンジーチュクー vs.  デビン・クラーク ×
2R 2:28 ギロチンチョーク
第7試合 ライト級 5分3R
○  マット・フレボラ vs.  ドリュー・ドーバー ×
1R 4:08 TKO（右フック→パウンド）

### メインカード
第8試合 フェザー級 5分3R
○  シャルル・ジョーデイン vs.  クロン・グレイシー ×
3R終了 判定3-0（30-27、30-27、30-27）
第9試合 フェザー級 5分3R
○  モフサル・エフロエフ vs.  ディエゴ・ロペス ×
3R終了 判定3-0（29-28、29-28、30-27）
第10試合 女子ストロー級 5分3R
○  ヤン・シャオナン vs.  ジェシカ・アンドラージ ×
1R 2:20 TKO（右ストレート→パウンド）
第11試合 ウェルター級 5分5R
○  ベラル・ムハマッド vs.  ギルバート・バーンズ ×
5R終了 判定3-0（50-45、49-46、49-46）
第12試合 UFC世界バンタム級タイトルマッチ 5分5R
○  アルジャメイン・スターリング vs.  ヘンリー・セフード ×
5R終了 判定2-1（47-48、48-47、48-47）
※スターリングが3度目の王座防衛に成功。

### 各賞
ファイト・オブ・ザ・ナイト：モフサル・エフロエフ vs. ディエゴ・ロペス
パフォーマンス・オブ・ザ・ナイト：ヤン・シャオナン、マット・フレボラ
各選手にはボーナスとして5万ドルが授与された。

### カード変更
負傷などによるカードの変更は以下の通り。